# Tigerair
Tigerair, anciennement appelé Tiger Airways, est une ancienne compagnie aérienne à bas coût de Singapour qui arbore une livrée de tigre. Elle a fusionné avec Scoot le 25 juin 2017.

## Destinations
Tigerair dessert les destinations suivantes :
- Australie : Adelaide, Alice Springs, Canberra, Gold Coast, Hobart, Launceston, Rockhampton (Queensland), Sunshine Coast, Perth, Mackay, Melbourne
- Chine : Shenzhen, Canton, Haikou, Hong Kong
- Corée du Sud : Incheon
- Inde : Bangalore, Chennai
- Indonésie : Jakarta, Medan
- Macao
- Malaisie : Kota Kinabalu, Kuala Lumpur, Kuching
- Philippines : Manille, Cebu
- Singapour
- Thaïlande : Bangkok, Phuket
- Viêt Nam : Hanoï, Hô Chi Minh-Ville

## Flotte

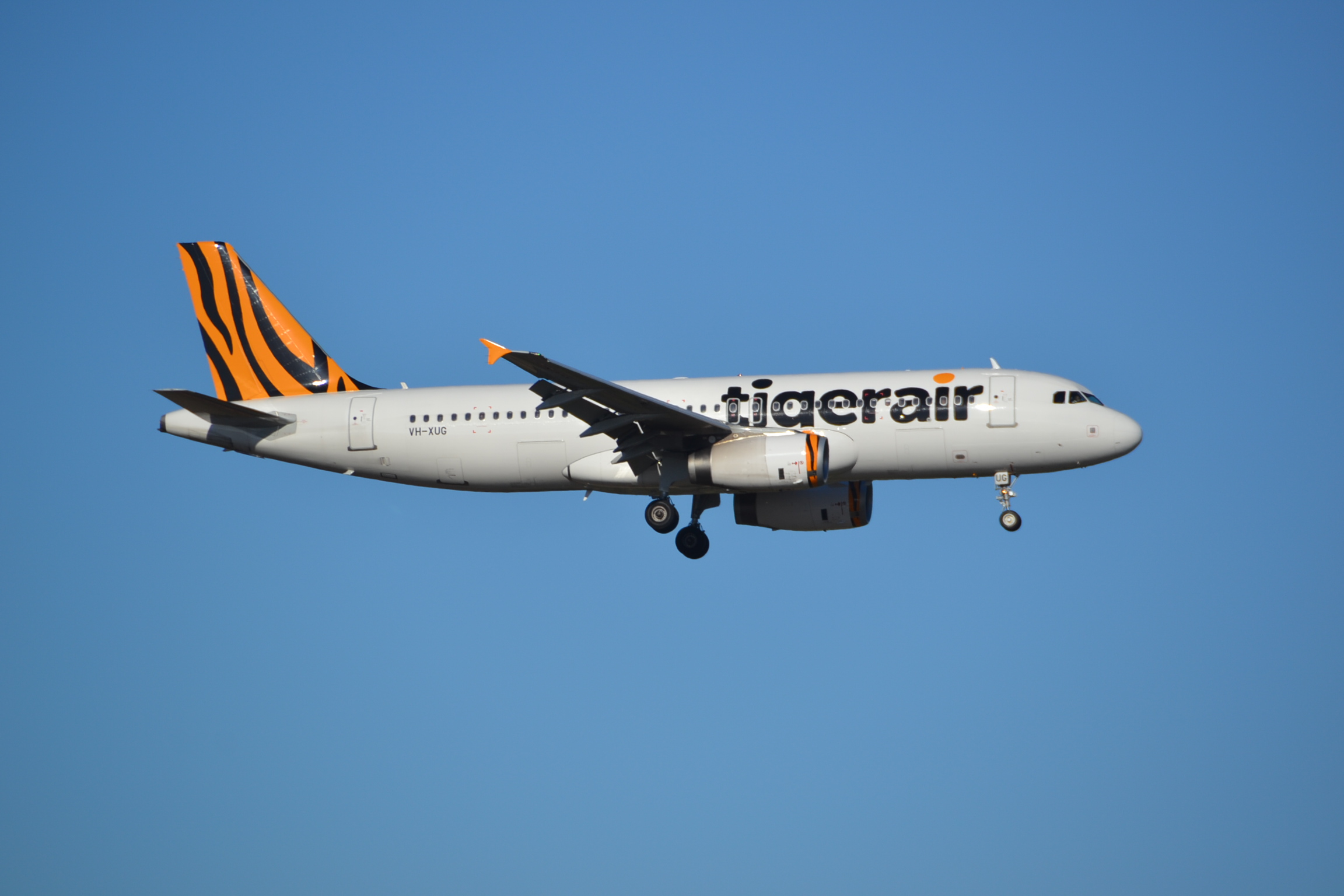
Airbus A320-232 de Tigerair

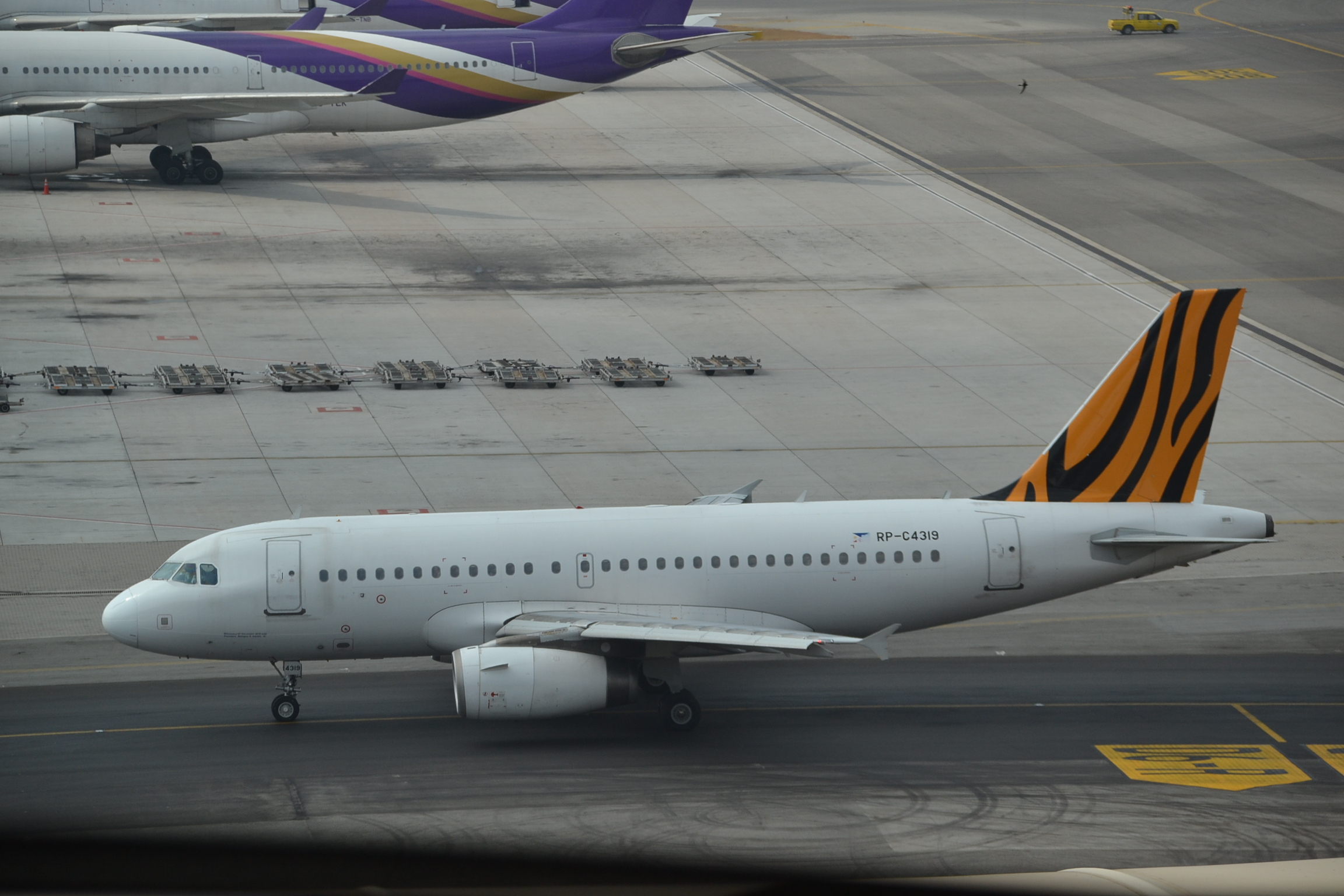
Airbus A319-132 de Tigerair sur le tarmac de l'aéroport international de Bangkok

La flotte de Tigerair consistait en avril 2014 :
| Appareil        | En service | Commandé | Option | Moteur                       | Configuration | Routes         | Remarques                                              |
| --------------- | ---------- | -------- | ------ | ---------------------------- | ------------- | -------------- | ------------------------------------------------------ |
| Airbus A320-232 | 26         | 14       | 0      | IAE V2527-A5 et IAE V2533-A6 | 180 (Y180)    | Court-courrier | À répartir entre les filiales du groupe Tiger Aviation |
| Airbus A319-132 | 2          | 0        | 0      | IAE 2524-A5                  | 150 (Y150)    | Court-courrier | Sous-loués à Tigerair Philipines                       |
| A320neo         | 0          | 37       | 0      | ?                            | 180 (Y180)    | Court-courrier | Commande estimée à 2.75 milliards d'euros              |

## Actionnaires

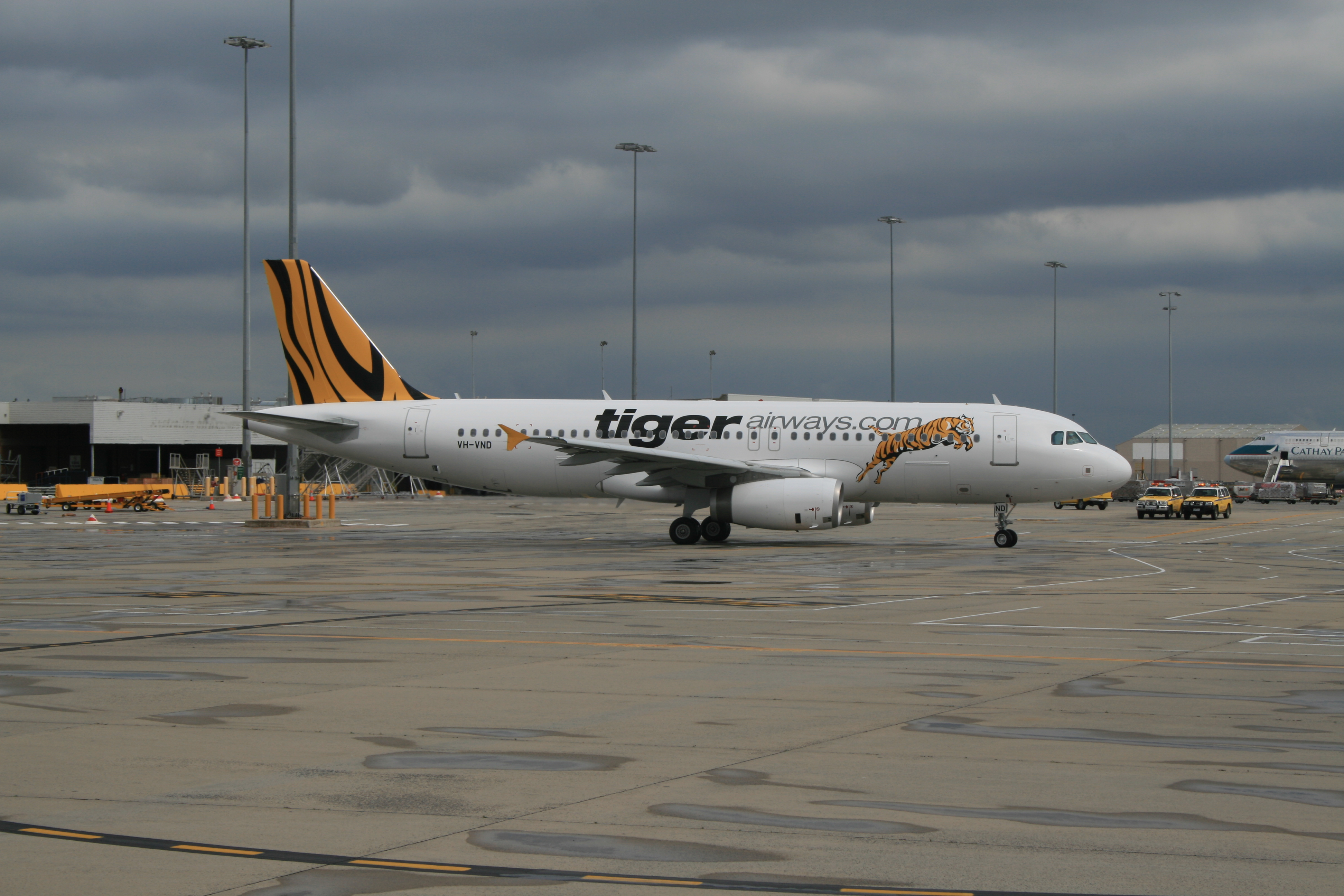
Un Airbus A320-200 de Tigerair Australia sur l'aéroport de Melbourne

Au 11 mai 2016, Singapore Airlines Limited détient 100 % des parts de Tigerair.